# Campionato africano maschile di pallavolo 2003
Il XIV campionato africano maschile di pallavolo si è svolto dal 1 al 6 agosto 2003 a Il Cairo, in Egitto. Al torneo hanno partecipato 8 squadre nazionali africane e la vittoria finale è andata per l'ottava volta alla Tunisia.

## Squadre partecipanti
- Algeria
- Camerun
- Egitto
- Marocco
- RD del Congo
- Ruanda
- Sudafrica
- Tunisia

## Gironi
| Girone A                           | Girone B                          |
| ---------------------------------- | --------------------------------- |
| Egitto RD del Congo Ruanda Tunisia | Algeria Camerun Marocco Sudafrica |

## Fase finale

### Finali 1º e 3º posto
|  | 1º posto - 4º posto | 1º posto - 4º posto | 1º posto - 4º posto |         |        | 1º/2º posto | 1º/2º posto | 1º/2º posto |  |
|  |                     |                     |                     |         |        |             |             |             |  |
|  | Tunisia             | Tunisia             | 3                   |         |        |             |             |             |  |
|  | Tunisia             | Tunisia             | 3                   |         |        |             |             |             |  |
|  | Algeria             | Algeria             | 1                   |         |        |             |             |             |  |
|  | Algeria             | Algeria             | 1                   |         | Egitto | Egitto      | 0           |             |  |
|  |                     |                     |                     |         | Egitto | Egitto      | 0           |             |  |
|  |                     |                     | Tunisia             | Tunisia | 3      |             |             |             |  |
|  | Egitto              | Egitto              | Tunisia             | Tunisia | 3      | 3           |             |             |  |
|  | Egitto              | Egitto              |                     |         |        | 3           |             |             |  |
|  | Camerun             | Camerun             | 1                   |         |        | 3º/4º posto | 3º/4º posto | 3º/4º posto |  |
|  | Camerun             | Camerun             | 1                   |         |        |             |             |             |  |
|  |                     |                     |                     |         |        |             |             |             |  |
|  |                     |                     |                     |         |        | Algeria     | Algeria     | 0           |  |
|  |                     |                     |                     |         |        | Algeria     | Algeria     | 0           |  |
|  |                     |                     |                     |         |        | Camerun     | Camerun     | 3           |  |

## Classifica finale
| Classifica | Squadre      |
| ---------- | ------------ |
|            | Tunisia      |
|            | Egitto       |
|            | Camerun      |
| 4          | Algeria      |
| 5          | Marocco      |
| 6          | RD del Congo |
| 7          | Sudafrica    |
| 8          | Ruanda       |

## Premi individuali
- MVP: Noureddine Hfaiedh
- Miglior realizzatore: Noureddine Hfaiedh
- Miglior schiacciatore: Hamdy El-Safy
- Miglior muro: Ndaki Mboulet
- Miglior servizio: Nanga Guy
- Miglior difesa: Wael Alaydy
- Miglior palleggiatore: Ghazi Guidara
- Miglior ricevitore: Dif Hassan